# Берлінгтон (Нью-Джерсі)
Берлінгтон (англ. Burlington) — місто (англ. city) в США, в окрузі Берлінгтон штату Нью-Джерсі. Населення — 9743 особи (2020).

## Географія
Берлінгтон розташований за координатами 40°4′42″ пн. ш. 74°51′9″ зх. д. / 40.07833° пн. ш. 74.85250° зх. д. (40.078366, -74.852510).  За даними Бюро перепису населення США в 2010 році місто мало площу 9,79 км², з яких 7,93 км² — суходіл та 1,86 км² — водойми.

## Демографія
Згідно з переписом 2010 року, у місті мешкало 9920 осіб у 3858 домогосподарствах у складі 2437 родин. Було 4223 помешкання
Расовий склад населення:
| - 58,9 % — білих - 33,0 % — чорних або афроамериканців - 2,0 % — азіатів - 0,2 % — корінних американців - 2,3 % — осіб інших рас |

До двох чи більше рас належало 3,6 %. Частка іспаномовних становила 6,5 % від усіх жителів.
За віковим діапазоном населення розподілялося таким чином: 23,9 % — особи молодші 18 років, 60,4 % — особи у віці 18—64 років, 15,7 % — особи у віці 65 років та старші. Медіана віку мешканця становила 38,9 року. На 100 осіб жіночої статі у місті припадало 87,7 чоловіків;  на 100 жінок у віці від 18 років та старших — 83,8 чоловіків також старших 18 років.
Середній дохід на одне домашнє господарство  становив 67 875 доларів США (медіана — 55 072), а середній дохід на одну сім'ю — 81 139 доларів (медіана — 78 548). Медіана доходів становила 52 490 доларів для чоловіків та 40 864 долари для жінок. За межею бідності перебувало 10,0 % осіб, у тому числі 18,1 % дітей у віці до 18 років та 6,7 % осіб у віці 65 років та старших.
Цивільне працевлаштоване населення становило 4819 осіб. Основні галузі зайнятості: освіта, охорона здоров'я та соціальна допомога — 25,2 %, роздрібна торгівля — 13,8 %, мистецтво, розваги та відпочинок — 10,8 %, науковці, спеціалісти, менеджери — 8,9 %.

## Персоналії
- Джеймс Фенімор Купер (1789-1851) — американський письменник-романтик.